# Taking It All Too Hard
Taking It All Too Hard est une chanson du groupe Genesis extraite de l'album Genesis sorti en 1984 sur le label Atlantic Records.
Il a atteint la position 50 dans le classement Bilboard, et n°34 dans le Chicago Top 40.

## Musiciens
- Phil Collins : batterie, chant
- Tony Banks : Piano électrique Yamaha CP70[4], claviers
- Mike Rutherford : guitare, basse

## Reprise
Daryl Stuermer, le guitariste-bassiste de Genesis en tournée depuis 1978, a enregistré la chanson sur son album Another Side of Genesis (2000) .